# Dogofry (Koulikoro)
Dogofry is een gemeente (commune) in de regio Koulikoro in Mali. De gemeente telt 34.700 inwoners (2009).